# Operacija Bagration
Operacija Bagration je bila glavni napad sovjetskih snaga u ljeto 1944. god. protiv nacista u Bjelorusiji. Krajnje odlučna akcija sovjetskih snaga, koje su Nijemci gotovo jednakom žestinom nastojali spriječiti da izađu na granice same Njemačke, rezultirala je uništenjem njemačke Grupe armija Centar i jednim od najtežih poraza Wehrmachta tijekom Drugog svjetskog rata, čime su sovjetske snage oslobodile Bjelorusiju i došle na samu granicu III. Reicha.
Operacija Bagration u dogovoru sa SAD-om i Velikom Britanijom otpočela je počela 22. lipnja 1944. godine, ubrzo nakon što su se 6. lipnja 1944. godine saveznici iskrcali u Normandiji.

## Pozadina
Grupa armija Centar je ranije pokazala kao tvrd orah zbog Žukovljevog poraza u operaciji Mars. Ali u lipnju 1944., usprkos skraćivanju svog fronta, ona je bila ugrožena nakon sloma grupe armija Jug u bitkama kod Kurska, oslobođenja Kijeva i oslobođenja Krima u kasno ljeto i zatim u jesen i zimu 1943. – 44.
Operacija Bagration, u kombinaciji s obližnjom operacijom Lavov-Sandomierz pokrenutom par tjedana kasnije u Ukrajini, je omogućila Sovjetskom Savezu da povrati praktično sve teritorije u granicama iz 1941., da napreduje u teritorij Njemačke u Istočnoj Pruskoj i da dođe do predgrađa Varšave nakon stjecanja kontrole nad dijelom Poljske istočno od rijeke Visle.
Usprkos velikom broju uključenih postrojbi, sovjetski zapovjednici su doveli protivničke zapovjednike u zabludu oko pravca napada (opsežne djelatnosti prikrivanja kakve su već ranije primjenjivali, sovjeti su zvali "maskirovka"), sve dok već nije bilo prekasno za Nijemce da se izvuku.
Bitka je bila opisana kao trijumf sovjetske doktrine ”duboke operacije”, gdje su kroz proboje u njemačkoj obrani ubacivane velike oklopne jedinice (s po više stotina tenkova!) koje su - uz podršku zrakoplovstva - imale zadaću prodrijeti duboko u neprijateljsku pozadinu presijecajući komunikacije i onemogućujući stabilizaciju fronte.

## Bitka
Napad je počeo ujutro 22. lipnja 1944., tri godine nakon njemačkog napada na Sovjetski Savez. Ipak, njemačka Vrhovna komanda je očekivala napad na grupu armija Jug, koja je već bila značajno oslabljena i istjerana iz većeg dijela Ukrajine i zato je primala naoružanje odvojene od grupe armija Centar neposredno prije napada. Grupa armija Centar je na početku sovjetskog napada raspolagala sa svega 500 tenkova i samohodnih topova (jednim dijelom i zbog prebacivanja na zapadni front, gdje je otpočela anglo-američka Operacija Overlord), nasuprot skoro 6 tisuća sovjetskih.
Operacija Bagration je uključivala preko 2,3 milijuna sovjetskih vojnika raspoređenih u 200 divizija i velike formacije tenkova i teškoga topništva, protiv 34 njemačke divizije (njemačke divizije su, ipak, bile znatno veće) u grupi armija Centar. Poraz je za Nijemce rezultirao smrću ili zarobljeništvom oko 300.000 njemačkih vojnika (te uz veliko mnoštvo ranjenika) - gubici kakvi su većinu njemačkih postrojbi učinili operativno neupotrebljivima.
Operacija Lavov-Sandomierz pokrenuta je 17. srpnja 1944. i brzo je istjerala njemačke snage iz Ukrajine. Brz napredak te ofenzive je doveo sovjetske snage pred vrata Varšave krajem srpnja. Operacija Bagration je također odsjekla njemačke jedinice grupe armija Sjever. Prekid izazvan ovim operacijama je pomogao da Sovjetski Savez napreduje u Balkan u kolovozu 1944.
Operacija je zaustavljena jer je sovjetskim linijama prijetila opasnost od prevelikog širenja. Ipak, kontroverze sve do danas bijesne oko odluke sovjetskih snaga da ponude tek ograničenu (i kasnu) pomoć Poljskoj Domovinskoj armiji u Varšavskom ustanku koji je započeo kada su sovjetske snage stigle do predgrađa grada.
Njemačkom porazu je znatno doprinijelo prebacivanje jedinica na zapad Europe, kao odgovor na iskrcavanje u Normandiji dva tjedna ranije: u Francusku su Nijemci prebacili većinu tenkova i aviona kojima su raspolagali (ostavljajući nešto jačim područje na jugu, gdje su pogrešno očekivali sovjetski napad). Četvrta sovjetska fronta (grupe armija) koja je imala preko 120 divizija razbila je tanku njemačku liniju. Sovjeti su na ključnim pravcima uspjeli ostvariti odnos deset prema jedan u tenkovima i sedam prema jedan u avionima u odnosu na neprijatelja. U trenutku napada, brojčana i kvalitativna prednost Sovjeta je bila očigledna. Nijemci su bili smrvljeni. Sovjeti su imali znatno veće gubitke u tenkovima i avionima - naprosto stoga što su ih imali i upotrjebljavali mnogo više nego što je to bilo moguće Nijemcima, čija ratna industrija (oslabljena anglo-američkim zračnim napadima i lišena važnih sirovina zbog pomorske blokade) više nije mogla pratiti sovjetsku.
Prijestolnica Bjelorusije Minsk oslobođen je 3. srpnja, pri čemu je zarobljeno 50.000 Nijemaca. Deset dana kasnije, Crvena armija je stigla do predratne granice s Poljskom. Uništenje grupe armija Centar je stajalo Nijemce najvećeg dijela tenkova kojima su raspolagali na istočnom frontu, te 57.000 ostalih vozila. Sovjetski izvori su procjenjivali njemačke gubitke na 300.000 mrtvih (ta brojka je zacijelo prevelika), 250.000 ranjenih i oko 160.000 zarobljenih, ukupno oko 730.000. Sovjetski gubici u nepuna dva mjeseca operacije - iz kojih možemo jednako iščitati silovitost kojom su se Nijemci odupirali, kao i nesmiljenu odlučnost sovjeta u napredovanju - procjenjuju se na 180.000 mrtvih i nestalih vojnika, uz oko 590.000 ranjenih i oboljelih, uz izgubljenih 2.957 tenkova, 2.447 topničkih sredstava i 822 zrakoplova.

## Posljedice
U usporedebi s ostalim bitkama, ovo je bila daleko najveća sovjetska pobjeda u brojčanom smislu, zadajući iznimno tako teške gubitke njemačkim jedinicama na istočnom frontu - kako u ljudstvu, tako i u ratnoj tehnici - od kojih su mnoge nakon iznimno teških gubitaka bile jedva sposobne za borbu, a mnoge čak i potpuno razbijene ili zarobljene. Ujedno su oslobođena velika područja sovjetskog teritorija, iznoseći nakon tri godine razornog ratovanja liniju fronte napokon izvan predratnog teritorija SSSR. Operacija Bagration je bila jedna od svega nekoliko većih bitaka između sila Osovina i Sovjetskog Saveza u kojoj su Nijemci izgubili više vojnika od Sovjeta.
Njemačka vojska se nikad nije oporavila od materijalnih i ljudskih gubitaka zadobivenih tijekom ovog vremena, izgubivši oko četvrtinu svojih ljudi na Istočnom frontu (slično postotku gubitaka kod Staljingrada). Vrlo oslabljene njemačke snage nisu bile u stanju spriječiti prodor Crvene armije prema Jugoistočnoj Europi, gdje je ona do kraja 1944. godine ovladala čitavom Rumunjskom i Bugarskom, Makedonijom i Srbijom, te izbila na prostor Mađarske, zauzevši i samu Budimpeštu.
Operacija je dobila ime po generalu Petru Bagrationu, koji je poginuo u Borodinskoj bici protiv Napoleona 1812. godine.

## Vanjske poveznice
Sestrinski projekti
|  | Zajednički poslužitelj ima stranicu o temi Operacija Bagration    |
|  | Zajednički poslužitelj ima još gradiva o temi Operacija Bagration |